# 318-й гаубичный артиллерийский полк большой мощности
318-й гаубичный артиллерийский полк — воинская часть Вооружённых Сил СССР в Великой Отечественной войне. Полк в разное время мог называться 318-й гаубичный артиллерийский полк большой мощности, в том числе с добавлением аббревиатур «РГК» или «РВГК»

## История
На вооружении полка имелось 24 203-мм гаубицы.
Принимал участие в Зимней войне.
В действующей армии во время ВОВ с 22 июня 1941 по 25 июля 1941 (кроме 1-го дивизиона по 5 сентября 1941) и с 5 января 1943 по 2 февраля 1943 года.
Перед войной дислоцируется в Новобелице (ныне в составе Гомеля). На 22 июня 1941 года находился на полигоне близ Бобруйска. К 21 июня 1941 года передал 12 орудий в 120-й гаубичный артиллерийский полк, а также средства тяги к ним.
С началом войны предполагалось развернуть полк в два артиллерийских полка (собственно 318-й и 537-й гаубичный артиллерийский полк) и половина личного состава отправилась в Гомель. Оставшаяся часть при 12 орудиях и боекомплекте в 25 выстрелов на орудие развернулась на восточном берегу Березины и с 27 июня 1941 года вступила в бой, обстреливая скопления противника на западном берегу. 29 июня 1941 года полк был оперативно подчинён командованию 63-го стрелкового корпуса и ему было предписано отойти на восточный берег Днепра. 30 июня 1941 года полк снялся с позиций и занял оборону за Днепром, с задачей поддерживать действия корпуса на участке Зборово — Жлобин — устье Березины. Там полк действовал уже в 4-х дивизионном составе. В первой половине июля 1941 года в частности, поддерживает 117-ю стрелковую дивизию и ведёт огонь по Жлобину. С 13 июля 1941 года поддерживает огнём контрудар 63-го стрелкового корпуса севернее Жлобина, на участке Жлобин — Рогачёв., который к концу июля продвинулся на расстояние около 30 километров, но в августе 1941 года был вынужден вернуться на исходные. 25 июля 1941 года три дивизиона полка были отведены в тыл. Оставшийся, первый дивизион, 15 августа 1941 года попал в окружение восточнее Жлобина, и по-видимому, был уничтожен.
Вновь на передовую полк попал только в январе 1943 года и с 10 января 1943 года принимает участие в уничтожении окружённой в Сталинграде группировки противника, сначала поддерживая войска 65-й армии, затем с 14 января 1943 года 21-й армии, затем снова 65-й армии. После операции вновь выведен в резерв и как самостоятельная воинская часть в боях больше участия не принимал.
В июне 1943 года обращён на формирование 112-й гаубичной артиллерийской бригады

## Подчинение
| Дата            | Фронт (округ)            | Армия                       | Корпус | Дивизия                             | Примечания                        |
| --------------- | ------------------------ | --------------------------- | ------ | ----------------------------------- | --------------------------------- |
| 22.06.1941 года | Западный фронт           | -                           | -      | -                                   | -                                 |
| 01.07.1941 года | Западный фронт           | -                           | -      | -                                   | -                                 |
| 10.07.1941 года | Западный фронт           | 21-я армия                  | -      | -                                   | -                                 |
| 01.08.1941 года | Резерв Ставки ВГК        | -                           | -      | -                                   | кроме 1-го дивизиона в 21-й армии |
| 01.09.1941 года | Московский военный округ | -                           | -      | -                                   | кроме 1-го дивизиона в 21-й армии |
| 01.10.1941 года | Московский военный округ | -                           | -      | -                                   | -                                 |
| 01.11.1941 года | Московский военный округ | -                           | -      | -                                   | -                                 |
| 01.12.1941 года | Московский военный округ | -                           | -      | -                                   | -                                 |
| 01.01.1942 года | Московский военный округ | -                           | -      | -                                   | -                                 |
| 01.02.1942 года | Московский военный округ | -                           | -      | -                                   | -                                 |
| 01.03.1942 года | Московский военный округ | -                           | -      | -                                   | -                                 |
| 01.04.1942 года | Московский военный округ | -                           | -      | -                                   | -                                 |
| 01.05.1942 года | Московский военный округ | -                           | -      | -                                   | -                                 |
| 01.06.1942 года | Московский военный округ | -                           | -      | -                                   | -                                 |
| 01.07.1942 года | Московский военный округ | -                           | -      | -                                   | -                                 |
| 01.08.1942 года | Московский военный округ | -                           | -      | -                                   | -                                 |
| 01.09.1942 года | Московский военный округ | -                           | -      | -                                   | -                                 |
| 01.10.1942 года | Московский военный округ | -                           | -      | -                                   | -                                 |
| 01.11.1942 года | Московский военный округ | -                           | -      | -                                   | -                                 |
| 01.12.1942 года | Московский военный округ | -                           | -      | -                                   | -                                 |
| 01.01.1943 года | Резерв Ставки ВГК        | -                           | -      | -                                   | -                                 |
| 01.02.1943 года | Донской фронт            | 64-я армия                  | -      | 19-я тяжёлая артиллерийская дивизия | -                                 |
| 01.03.1943 года | Резерв Ставки ВГК        | -                           | -      | 19-я тяжёлая артиллерийская дивизия | -                                 |
| 01.04.1943 года | Резерв Ставки ВГК        | Сталинградская группа войск | -      | 19-я тяжёлая артиллерийская дивизия | -                                 |
| 01.05.1943 года | Московская зона обороны  | -                           | -      | -                                   | -                                 |
| 01.06.1943 года | Московская зона обороны  | -                           | -      | -                                   | -                                 |

## Командиры
Командир: полковник Кулешов Георгий Петрович (с марта 1941 г.)